# Liparacris anchicaya
Liparacris anchicaya är en insektsart som beskrevs av Marius Descamps och Christiane Amédégnato 1972. Liparacris anchicaya ingår i släktet Liparacris och familjen gräshoppor. Inga underarter finns listade i Catalogue of Life.